# سیدی سلیمان
سیدی سلیمان (به فرانسوی: Sidi Slimane) یک منطقهٔ مسکونی در مراکش است که در استان سیدی سلیمان واقع شده‌است. سیدی سلیمان ۹۲٬۹۸۹ نفر جمعیت دارد و ۴۱ متر بالاتر از سطح دریا واقع شده‌است.